# Депант, Виржини
Виржини Депант (фр. Virginie Despentes, урождённая Daget, род. 13 июня 1969, Нанси) — французская писательница, переводчица, поэт-песенник и кинорежиссёр. С 5 января 2016 года по 6 января 2020 года — член Гонкуровской академии.
В 1994 году издательство Florent Massot опубликовало роман «Трахни меня» (Baise-moi). В 1998 году получила литературную премию Флоры, основанную по инициативе писателя Фредерика Бегбедера. В 2000 году вышел фильм «Трахни меня», режиссёром и автором сценария которого выступила Депант совместно с Корали Чинь Тхи. Российское издательство «Ультра.Культура» издало роман «Трахни меня» в русском переводе. В 2006 году по заявлению в то время депутата Государственной думы Александра Чуева прокуратура Центрального округа Москвы возбудила уголовное дело о распространении порнографии в романе.
1 марта 2020 года Депант на страницах газеты Libération выступила в поддержку акции Адель Энель на церемонии вручения премии Сезар.
С 2005 по 2014 год у Депант был личный и творческий союз с писателем Полем Пресьядо.